# Husajn Arnús
Husajn Arnús (arabsky حسين عرنوس‎‎; * 1953 At-Tah) je syrský politik, který byl mezi červem 2020 a zářím 2024 předsedou vlády. Arnúsovo jmenování oznámila státní média krátce poté, co bylo oznámeno, že prezident Bašár al-Asad v souvislosti se zhoršující se hospodářskou krizí odvolal předchozího předsedu vlády Imáda Chamíse.

## Raný život a vzdělání
Narodil se ve vesnici at-Tah v guvernorátu Idlib. V roce 1978 získal titul Bachelor of Science ve stavebnictví na Aleppské univerzitě.

## Kariéra
Po absolvování univerzity pracoval v Idlibském inženýrském syndikátu. V letech 1992 až 2002 řídil společnost pro silnice a mosty. Později působil jako guvernér guvernorátů Dajr az-Zaur a Kunejtra. V roce 2014 byl zařazen na seznam syrských vládních ministrů, kterým byl zakázán vstup do Spojených států nebo Evropské unie.
V letech 2013 až 2018 působil jako ministr veřejných prací a bydlení a od 26. listopadu 2018 jako ministr vodních zdrojů.
Dne 30. srpna 2020 byl prezidentem Asadem potvrzen jako předseda nové vlády. Přísahu složil o tři dny později. Novou vládu sestavil v srpnu 2021 po prezidentských volbách v květnu 2021. Po syrských parlamentních volbách prezident Asad 14. září 2024 jmenoval jeho nástupcem Muhammada Ghazí Džalálího.